# Ларс Уннершталль
Ларс Уннершталль (нім. Lars Unnerstall, нар. 20 липня 1990, Іббенбюрен) — німецький футболіст, воротар клубу «Твенте».

## Ігрова кар'єра
Уннершталь 8 років провів у футбольній академії «Уффельна», після чого відправився «Грюн-Вайсс» зі Штайнбека. З 2005 по 2008 рік Уннершталь грав за «Пройссен Мюнстер».
1 липня 2008 року Ларс Уннершталь підписав свій перший професійний контракт з гельзенкірхенська «Шальке 04».
У дорослому футболі дебютував 2009 року виступами за команду «Шальке 04 II», в якій провів два сезони, взявши участь лише у 52 матчах чемпіонату. У складі другої команди «Шальке» був одним воротарем команди.
До складу основної команди «Шальке 04» приєднався влітку 2011 року. Разом з клубом він відразу виграв Суперкубок Німеччини 2011 року, проте весь матч просидів у запасі. Перший офіційний матч за «Шальке 04» Уннершталь провів 31 липня 2011 року, коли в рамках першого раунду кубка Німеччині 2011/12 в Фрайбурзі зустрічалися «Шальке 04» та «Тенінген». Уннершталь замінив у воротах основного воротаря клубу Ральфа Ферманна. Уннершталь пропустив 1 гол, але його команда виграла з рахунком 11:1.
На початку жовтня 2011 року Уннершталь продовжив свій контракт з клубом до 30 червня 2013 року. 15 жовтня 2011 року Уннершталь дебютував за «Шальке 04» у Бундеслізі, замінивши на 30 хвилині Юліана Дракслера та ставши на місце видаленого Ральфа Ферманна.
3 серпня 2012 року Уннершталь продовжив контракт з «Шальке» до 2015 року .
Наразі встиг відіграти за клуб з Гельзенкірхена 34 матчі в національному чемпіонаті.

## Досягнення
- Володар Кубка Німеччини:

«Шальке 04»: 2010–11
- Володар Суперкубка Німеччини:

«Шальке 04»: 2011